# Pinus greggii
Pinus greggii ist eine nur in Mexiko heimische Pflanzenart der Gattung Kiefern (Pinus). Ihr botanischer Name ehrt den amerikanischen Kaufmann und Naturforscher Josiah Gregg (1806–1850).

## Merkmale
Pinus greggii ist ein mittelgroßer Baum, der Wuchshöhen von 10 bis 25 Meter erreicht. Die Krone ist unregelmäßig rundlich. Die unteren Äste waagrecht bis abwärts gerichtet. Bei solitär wachsenden Bäumen stehen die Äste oft nahe am Boden, die Krone ist dicht und buschig. Die Borke ist bei reifen Bäumen im unteren Kronenbereich dick, graubraun und durch tiefe, senkrechte Risse in schuppige Platten geteilt. An jungen Bäumen ist die Borke graubraun und glatt. Ihre Krone ist offen und unregelmäßig verzweigt. Die Zweige sind schlank, aufrecht, glatt und graubraun.
Die Nadelblätter stehen in Bündeln an Kurztrieben zu dritt; die Scheiden sind fahl graubraun, 5 bis 10 mm lang, ausdauernd, selten abfallend. Die Nadelblätter sind schlank bis mitteldick, aufrecht, 10 bis 15 Zentimeter lang und hellgrün. Der Rand ist fein gesägt. Es sind zwei bis sechs Harzkanäle vorhanden. Es gibt zwei aneinanderliegende, aber abgegrenzte Leitbündel.
Die Blütenzapfen stehen einzeln oder in Gruppen von drei bis sechs, auch mehr, an schlanken Stielen. Ihre Zapfenschuppen sind breit und tragen einen schmalen Dorn.
Die Zapfen sind länglich-kegelförmig, gelbbraun, leicht gekrümmt. Sie sind 10 bis 14 Zentimeter lang. Sie stehen in Gruppen von drei bis sechs, oder auch acht, häufig gehäuft an einem Knoten. Wenn der Ast dicker wird, werden sie manchmal vom Holz teilweise umschlossen. Die Zapfenschuppen sind hart und steif.
Die Samen sind klein, 5 bis 6 Millimeter lang, dunkelbraun. Der Samenflügel ist rund 15 Millimeter lang.
Das Holz ist nicht sehr harzig und bleich-gelblich. Es wird lokal für Feuerholz, Grubenholz und Bauholz eingeschlagen.
Die Chromosomenzahl beträgt 2n = 24.

## Verbreitung und Standorte
Pinus greggii hat eine sehr begrenzte Verbreitung. Sie kommt in verstreuten Populationen in den Bergen der Sierra Madre Oriental in Mexiko vor.
Diese Art wächst in Höhenlagen zwischen 1300 und 3000 Meter vor in Gebieten mit 600 bis 900 mm Jahresniederschlag, teilweise auch 1000 bis 1500 mm. Frost kommt in den höheren Gebieten im Dezember und Januar regelmäßig vor.